# Valverdejo
Valverdejo è un comune spagnolo di 101 abitanti situato nella comunità autonoma di Castiglia-La Mancia.